# Schardam
Schardam is een dorp in de gemeente Edam-Volendam met 125 inwoners (2023) in de Nederlandse provincie Noord-Holland. In 1319 werd het dorp onder de naam Scaderdam voor het eerst vermeld. Tegenwoordig wordt Schardam bij de regio Waterland gerekend, hoewel de streek waarin het dorp ligt vanouds Zeevang heet. Schardam ligt nabij de grens van Waterland met West-Friesland.
Tot 1854 was Schardam een zelfstandige gemeente. Tussen 1854 en 1970 behoorde het tot de gemeente Beets en van 1970-2015 tot de gemeente Zeevang. Bij de gemeentelijke herindeling van 1 januari 2016 werd de gemeente Zeevang bij Edam-Volendam gevoegd.

## Sluizen
In de late middeleeuwen werd de dam voorzien van twee sluizen. Deze sluizen waren toen van hout en dienden als spuisluizen voor de Beemster en de Schermer. De drie sluizen, de Noorder- en Zuidersluis binnen de bebouwde kom en de Hornsluis bij Lutje-Schardam, zijn in hun huidige vorm door het Hoogheemraadschap van de Uitwaterende Sluizen in Kennemerland en West-Friesland aangelegd. De houten sluizen werden door de huidige vervangen in 1592 (Zuidersluis), 1738 (Noordersluis) en 1735 (Hornsluis). Het beheer wordt anno 2020 uitgevoerd door het Hoogheemraadschap Hollands Noorderkwartier waarvan het hoofdkantoor is gevestigd in Heerhugowaard.

## Banpaal

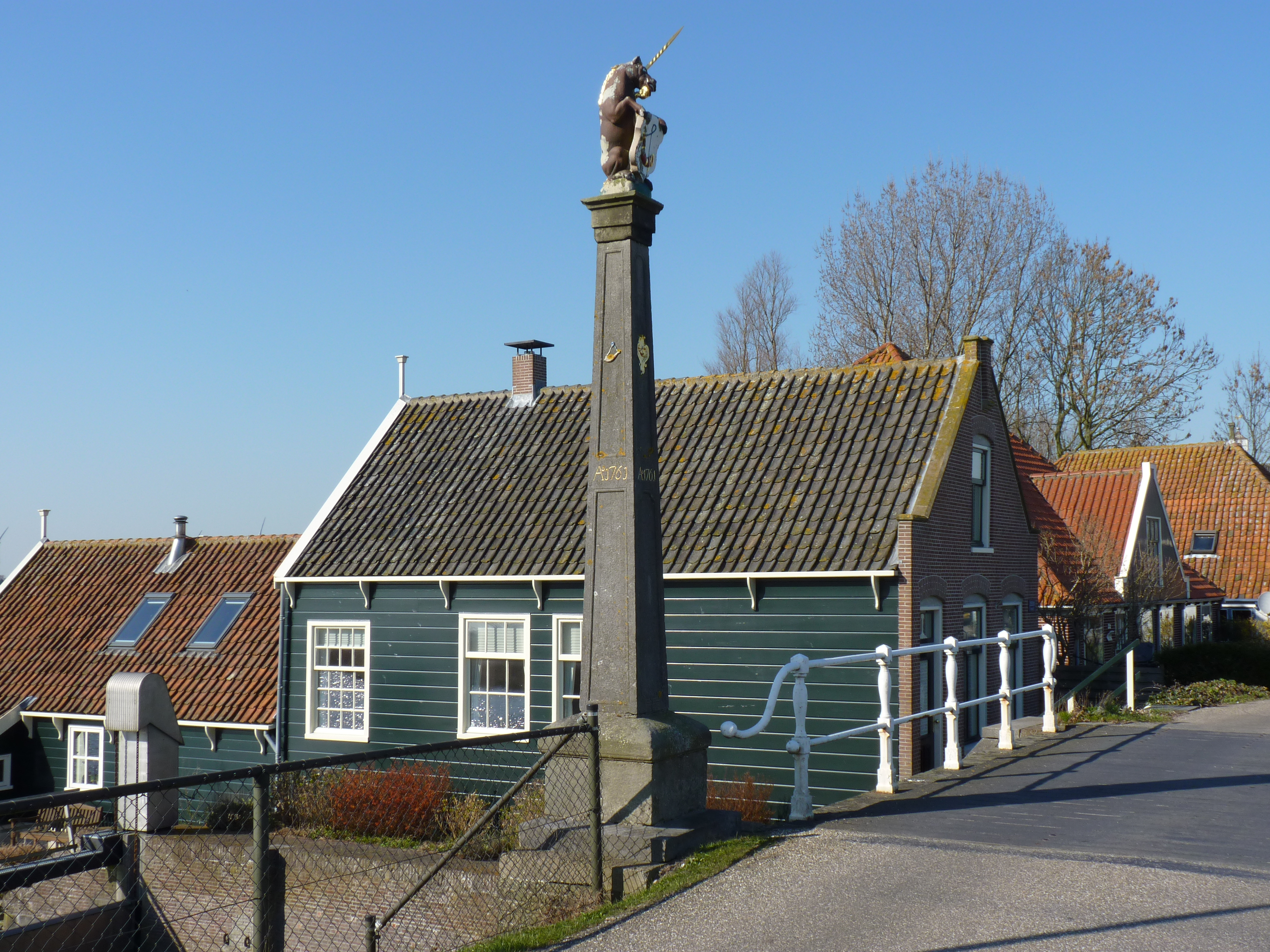
De banpaal met daarachter de Noordersluis en voormalige sluiswachterswoning.

In het dorp, tussen de Noorder- en Zuidersluis, staat een banpaal van de stad Hoorn, die daar is geplaatst in 1761. Toen behoorde Schardam dus nog deels tot het rechtsgebied van de stad Hoorn. De banpaal laat een roodkleurige eenhoorn zien; de hoorn is goudkleurig en wijst in de richting van de stad Hoorn, aan de andere kant van het Hoornse Hop. Het dier houdt ook een schild vast waarop het wapen van Hoorn is afgebeeld. De banpaal is een rijksmonument.